# Pseudostenophylax tenuifalcatus
Pseudostenophylax tenuifalcatus är en nattsländeart som beskrevs av Schmid 1991. Pseudostenophylax tenuifalcatus ingår i släktet Pseudostenophylax och familjen husmasknattsländor. Inga underarter finns listade i Catalogue of Life.